# 勝村哲也
勝村 哲也（かつむら てつや、1937年 - 2003年）は、日本の中国文献学者。京都大学名誉教授。

## 人物・経歴
1963年神戸大学文学部史学科卒業。京都大学大学院文学研究科東洋史学専攻修了後、佛教大学専任講師、同助教授を経て、1975年京都大学人文科学研究所助教授。1979年から情報化に取り組み、『京都大学人文科学研究所漢籍目録』の編纂や、『東洋学文献類目』のデータベース化を行った。1998年京都大学人文科学研究所教授。2000年定年退官、京都大学名誉教授、島根県立大学メディアセンター長・教授。